# Fredesdorf
Fredesdorf là một đô thị ở huyện Segeberg, bang Schleswig-Holstein, Đức. Đô thị Fredesdorf có diện tích 5,89 km², dân số thời điểm ngày 31 tháng 12 năm 2006 là 380 người.